# 오스트랄로피테쿠스 가르히

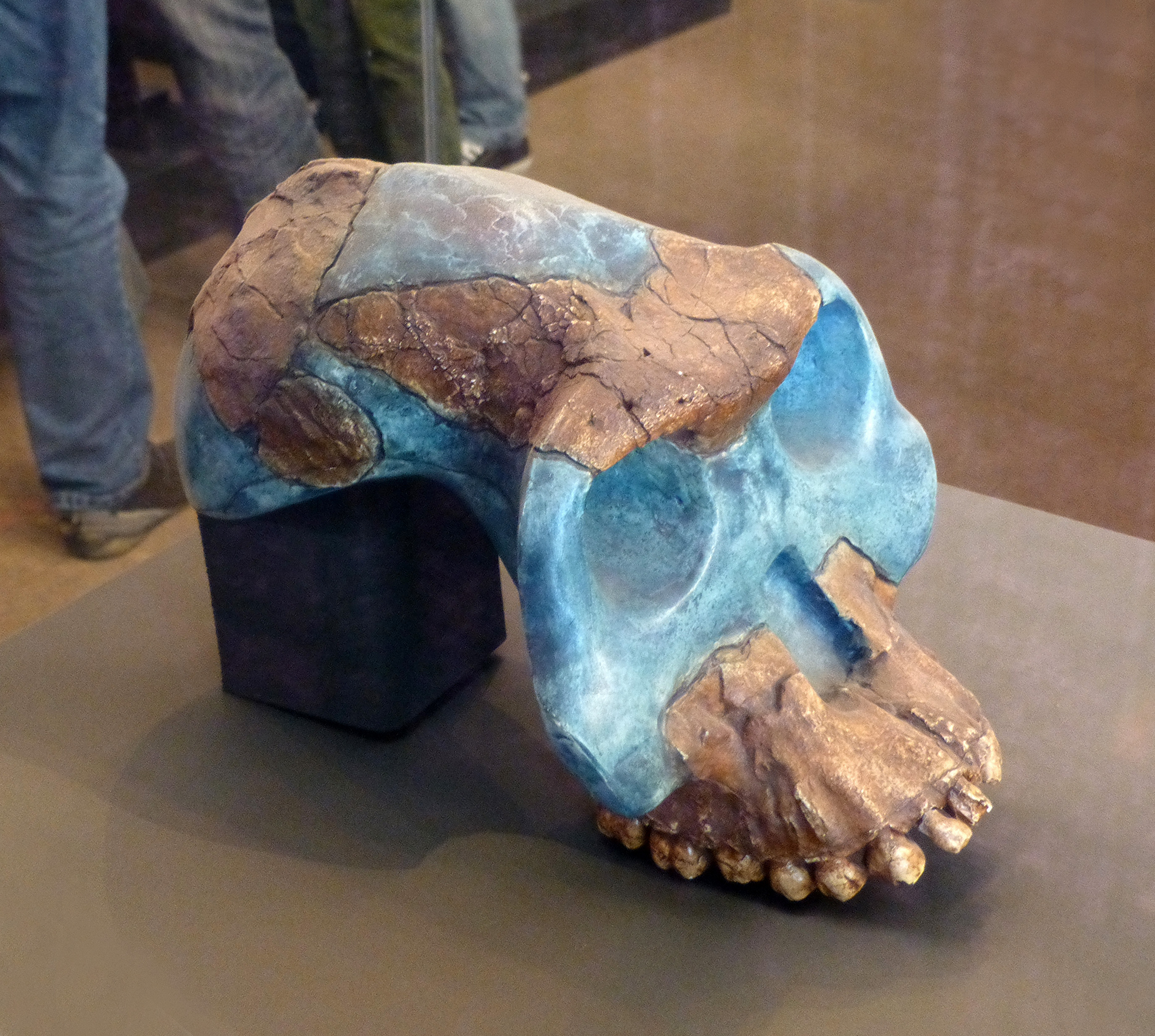

오스트랄로피테쿠스 가르히(학명 : Australopithecus garhi)는 1996년 팀 화이트가 에티오피아 아와쉬 강에서 발견한 화석 인류이다. 약 300만~200만년전에 살았으며 다른 오스트랄로피테쿠스보다 한결 발전된 사회를 가졌다. '가르히'란 인근 아파르 부족의 말인 아파르어로 '놀랍다'라는 뜻이며, 처음으로 석기를 사용했다고 알려져 있다. 어떤 이들은 단순히 오스트랄로피테쿠스의 한 종으로 보는 이도 있으나 어떤 이들은 사람속과 오스트랄로피테쿠스속을 이어주는 화석이라고 생각하는 이도 있다.